# Desmomyia sinensis
Desmomyia sinensis är en tvåvingeart som beskrevs av Yang 1997. Desmomyia sinensis ingår i släktet Desmomyia och familjen snäppflugor. Inga underarter finns listade i Catalogue of Life.